# Mormonens offer
Pour plus de détails, voir Fiche technique et Distribution.
Mormonens offer est un film danois muet réalisé par August Blom, sorti en 1911. Ce film fit polémique pour sa diabolisation des mormons, et son succès au box-office lança une décennie de films contre les mormons aux États-Unis,.

## Synopsis
Un missionnaire mormon séduit et kidnappe une séduisante jeune femme, la contraignant à venir en Utah pour devenir une de ses épouses.

## Fiche technique
- Titre : Mormonens offer
- Titre international : A Victim of the Mormons
- Titre international alternatif : Mormon's Offer
- Réalisation : August Blom
- Scénario : Alfred Kjerulf
- Directeur de la photographie : Axel Graatkjær
- Sociétés de production : Nordisk Film
- Producteur : Ole Olsen
- Longueur : 900 mètres (3 bobines)
- Format : Noir et blanc  - Muet
- Dates de sortie :
  - Danemark : 2 octobre 1911
  - États-Unis : 5 février 1912
- Statut : film partiellement perdu[4]

## Distribution
- Valdemar Psilander : Andrew Larson, le prête mormon. C'était seulement son troisième film avec la Nordisk Film, mais, à cause de ses prestations dans les deux précédents films, il était déjà l'acteur le mieux payé de la compagnie. Durant les 6 années suivantes, il fera 83 films et demeurera l'acteur danois le mieux payé jusqu'à son suicide en 1917[5].
- Clara Pontoppidan : Florence Grance (Nina Gram dans la version danoise). Créditée Clara Wieth dans le film, car elle était à l'époque mariée avec Carlo Wieth
- Henry Seemann : Olaf Gram
- Carlo Wieth : Sven Berg, le fiancé de Florence.
- Carl Schenstrøm : l'ami d'Andrew Larson. Il deviendra plus tard connu pour son duo comique Doublepatte et Patachon, précurseur de Laurel et Hardy.
- Axel Boesen
- Nikolai Brechling
- Frederik Jacobsen
- Otto Lagoni
- Doris Langkilde
- H.C. Nielsen
- Carl Petersen
- Emilie Sannom
- Franz Skondrup

## Production du film
A Victim of the Mormons suivait une série de films de la Nordisk Film qui faisait le portrait de jeunes femmes naïves qui se faisaient kidnapper : L'Esclave blanche (Den hvide slavinde, 1907), La Traite des Blanches (Den hvide slavehandel, 1910) et La Traite des Blanches (2e série) (Den hvide slavehandels sidste offer, 1911). À cause du succès de ces films, A Victim of the Mormons devint un projet de prestige pour la Nordisk, qui choisit August Blom, tout nouveau réalisateur et directeur de la production, qui utilisa 3 bobines pour ce film, ce qui était long pour l'époque.

## Distribution du film

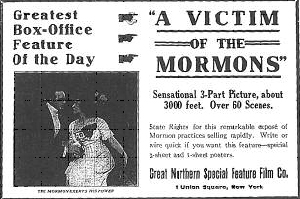
Publicité pour le film dans un journal

La Nordisk opta pour le sensationnalisme pour faire la promotion du film, avec des publicités déclarant « Extraordinary Exposure of a Terrible Doctrine! » ou « This exciting and effective modern drama, which reveals the Latter Day Saints ruthless propaganda, is one of film's great international successes. »